# Фрайдей Зіко
Фрайдей Оєіє Зіко Пол (англ. Friday Oyèlé Zico Paul, нар. 1 листопада 1994, Магі) — південносуданський футболіст, захисник клубу «Амадейл». Виступав, зокрема, за клуби «Перт» та «кальчіо Кокбурн Читй», а також національну збірну Південного Судану.

## Ранні роки та клубна кар'єра
Народився у південносуданському містечку Магі, родина постраждала від Громадянської війни в Судані, тому дитинство провів у таборі для біженців в угандійському місті Гулу. У 2004 році родина вирішила емігрувати до Австралії, вона оселилася в місті Перт, де Фрайдей відвідував Головну старшу школу Мелвіля. Футболом розпочав займатися в 2006 році (на той час йому було 12 років) у «Фріментл Юнайтед», де провів 3 роки. У 2009 році перейшов до сусіднього «Чокбарн Сіті». У 2010 році виступав за резервну команду «Мелвіль Сіті», у складі якої ставав Найкращим гравцем року та Найкращим бомбардиром молодіжного чемпіонату. У 2011 році 17-річний Зіко перейшов до «Фріментл Сіті» з Першого дивізіону чемпіонату штату. У 2012 році виступ Зіко привернув увагу тренера Західногого національного футбольного тренувального центру Кенні Лава, який запропонував Зіко стипендію у складі Національної команди розвитку.
У дорослому футболі дебютував 2012 року виступами за команду «Перт», в якій провів два сезони. У 2015 році перебрався до «Чокбарн Сіті».
З 2018 року захищає кольори «Амадейла». 

## Виступи за збірну
8 червня 2015 року дебютував у складі національної збірної Південного Судану в програному (0:2) товариському матчі проти збірної Кенії, вийшовши на поле в другому таймі. 5 днів по тому, 13 червня 2015 року, вийшов у стартовому складі програного (0:2) поєдинку кваліфікації Кубку африканських націй 2017 року проти Малі. 1 вересня 2015 року отримав виклик до тренувального табору збірної Південного Судану, яка готувалася до матчу проти Екваторіальної Гвінеї, де під час підготовки до матчу отримав важку травму коліна, через що не мі грати два з половиною роки. Повернувся до збірної 16 жовтня 2018 року в програному (0:1) домашньому поєдинку групового етапу кваліфікації Кубку африканських націй 2019 проти Габону. Фрайдей відіграв у тому матчі всі 90 хвилин. 16 листопада 2018 року зіграв у програному (2:5) домашньому поєдинку кваліфікації Кубку африканських націй 2019 проти Бурунді.